# Tatra 600

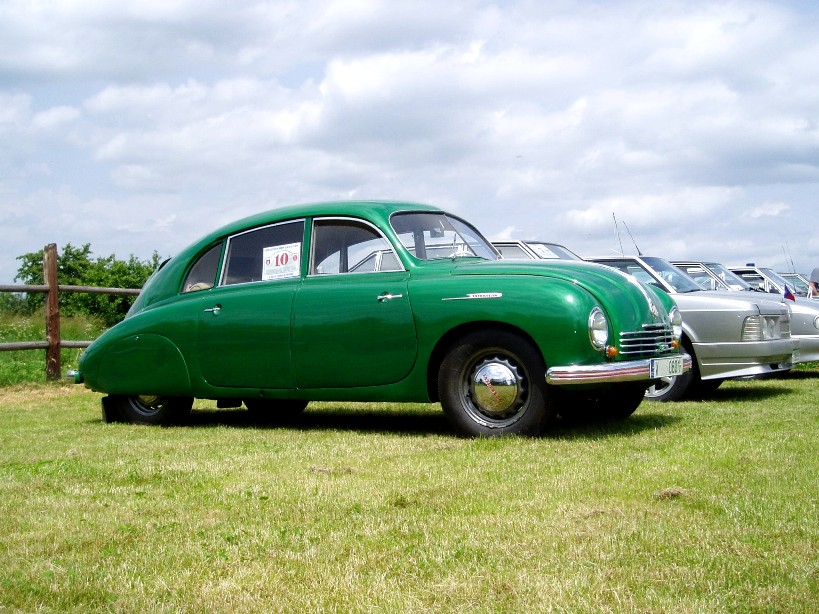
Tatra 600 Tatraplan

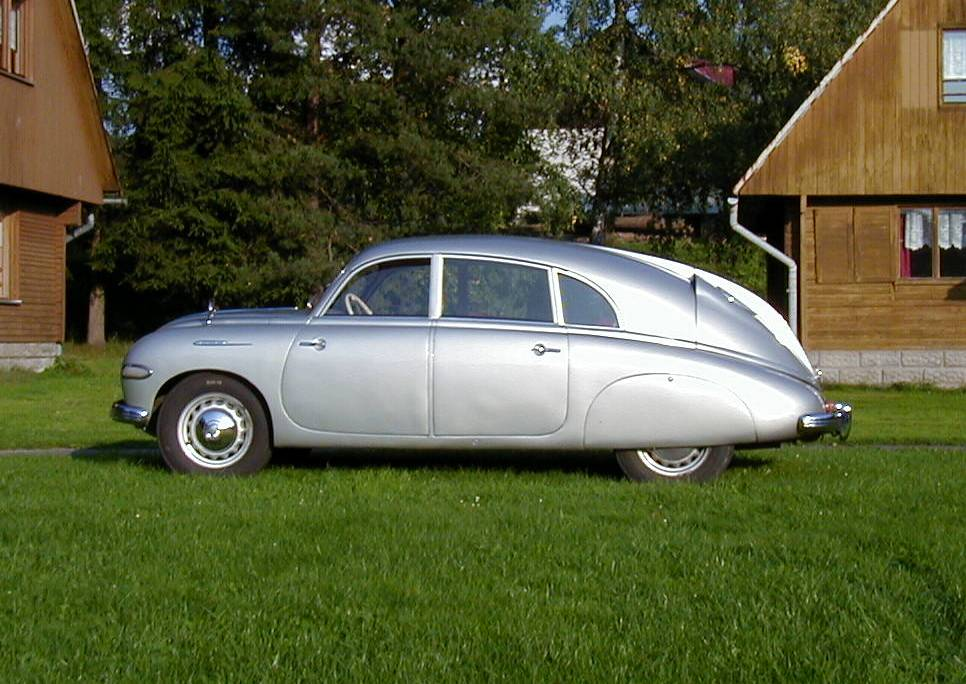
Tatra 600 Tatraplan

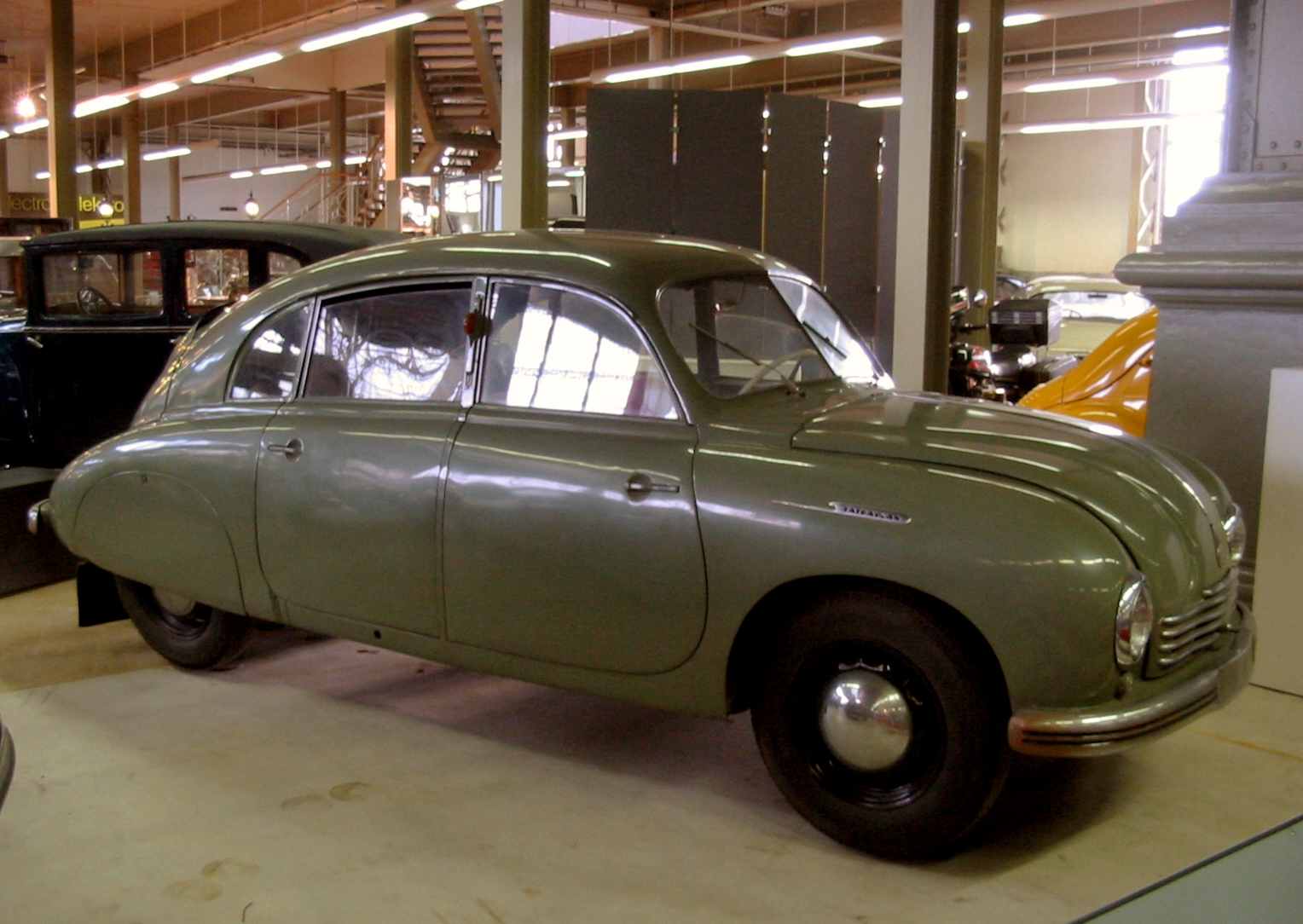
Tatra 600 Tatraplan

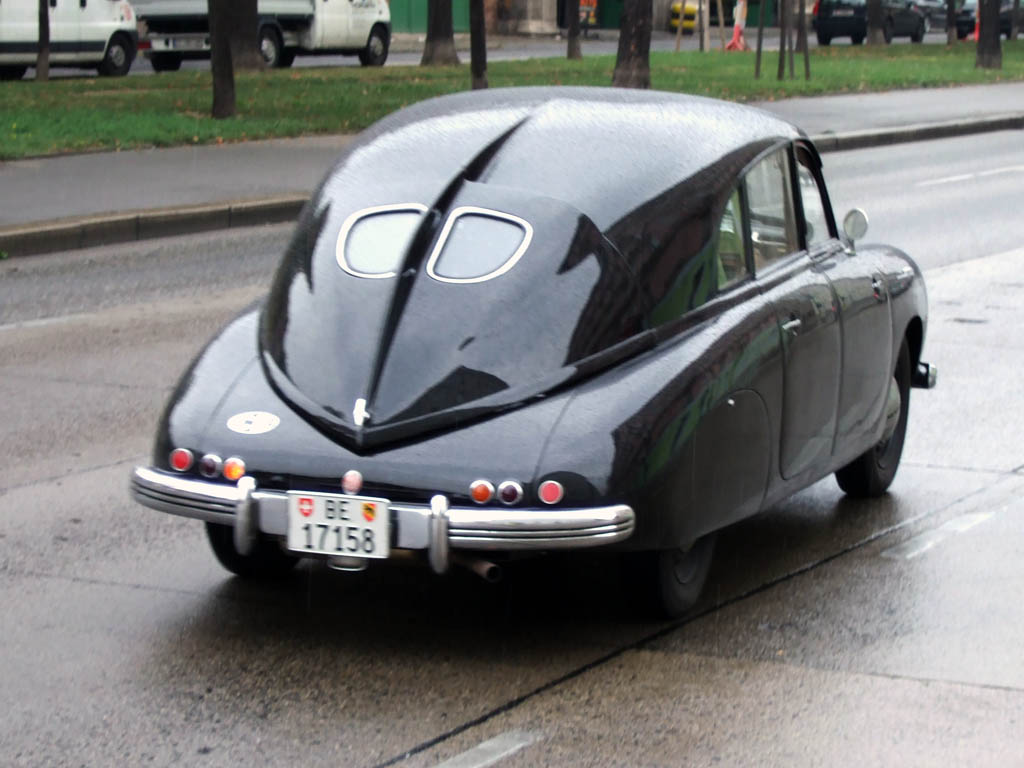
Heck des Tatraplan

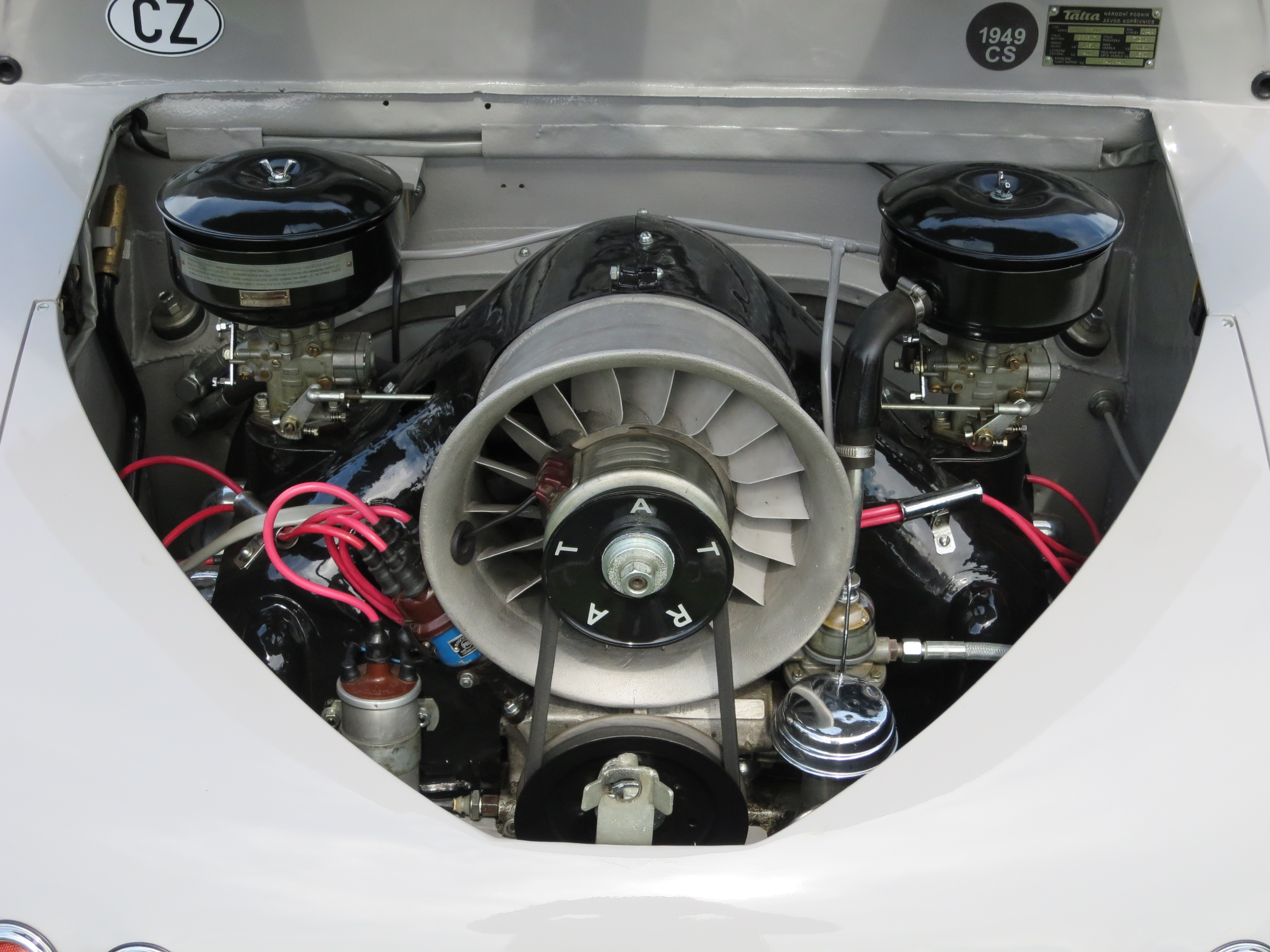
Tatraplan: Boxermotor im Heck

Der Tatra 600 oder auch Tatraplan ist ein PKW-Modell der Mittelklasse mit aerodynamisch günstig geformter Karosserie des früher tschechoslowakischen und heute tschechischen Fahrzeugherstellers Tatra. Er war der erste nach 1945 neu konstruierte Tatra-PKW und als solcher der Nachfolger des Tatra 97 und des nur kurze Zeit gebauten Tatra 107. Die Produktion lief von 1948 bis 1952. Im letzten Jahr wurde sie zu AZNP (Škoda) nach Mladá Boleslav verlegt, um Tatras Kapazitäten für den LKW-Bau zu nutzen. Das Auto wurde im Laufe der Zeit in zunehmendem Maß exportiert und fand eine Reihe von Kunden in Europa und Übersee. Insgesamt wurden vom Tatraplan 6342 Exemplare hergestellt. In Kopřivnice wurden davon 4.242 Exemplare hergestellt und die anderen 2.100 Fahrzeuge in Mladá Boleslav.

## Geschichte
Unmittelbar nach dem Ende des Zweiten Weltkriegs lief noch im Mai 1945 bei Tatra in Kopřivnice (Nesselsdorf) die Produktion wieder an. Das Werk war von Kriegsschäden kaum betroffen. Zunächst ging die Herstellung der Pkw- und Lkw-Modelle aus der Vorkriegszeit weiter. 1946 erschien der nur ein Jahr lang gebaute 107 als modifizierte Version des Vorgängermodells 97 mit neuem 1750 cm³ großen OHV-Motor, neuem Fahrwerk mit unabhängigen Radaufhängungen sowie Zentralkastenrahmen mit teil-selbsttragenden Karosserie.
1938 war nach der Eingliederung des Sudetenlandes in das Deutsche Reich der Typ 97 wegen seiner Ähnlichkeit zum KdF-Wagen auf Anordnung Hitlers eingestellt worden. Nun begann die Entwicklung eines komplett neuen Mittelklasse-Pkw von gleicher Konzeption mit luftgekühltem Vierzylinder-Heckmotor. Das neue und wesentlich moderner entworfene Auto, in dessen Entwicklung die Erfahrungen mit dem T107 einflossen, sollte die Bezeichnung Tatra T600 mit dem Beinamen Tatraplan tragen. Der Name Tatraplan ist ein Wortspiel mit doppelter Bedeutung, denn einerseits sollte die Einführung der staatlich gelenkten Planwirtschaft in der Tschechoslowakei symbolisiert werden, auf der anderen Seite wollte man auf die guten aerodynamischen Qualitäten der Karosserie ähnlich der eines Flugzeugs werbewirksam anspielen (vergleiche z. B. mit dem englischen Wort „Aeroplane“, tschechisch), was aus zeitgenössischen Verkaufsprospekten und Werbeplakaten hervorgeht. Die Leitung des Projekts übernahm der von Tatra neu ernannte Julius Mackerle, nachdem der langjährige Chefkonstrukteur Hans Ledwinka abgesetzt und inhaftiert worden war.
Der erste Prototyp, „Ambrož“, wurde im Dezember 1946 von Hand gebaut, der zweite Prototyp „Josef“ im März 1947. Der Tatraplan erhielt einen neu konstruierten größeren luftgekühlten Vierzylinder-Viertakt-Otto-Boxermotor im Heck mit OHV-Ventilsteuerung (eine untenliegende Nockenwelle, Stoßstangen und Kipphebel), einem Hubraum von 1952 cm³ und einer Leistung von 52 PS (38 kW) bei 4000/min. Das mit einem Hubverhältnis von 85 × 86 fast quadratisch ausgelegte Aggregat hatte mit 26 PS pro Liter Hubraum die gleiche spezifische Leistung wie der Motor des größeren Tatra 87 (V-Achtzylinder, 2958 cm³, 75 PS, 160 km/h). Das Fahrwerk hatte vorn eine Einzelradaufhängung an zwei übereinander liegenden Querblattfedern und hinten die bei Tatra schon traditionelle Pendelachse, in diesem Fall mit Drehstabfederung. Das Auto erreichte eine Höchstgeschwindigkeit von über 130 km/h, mit der auf Wunsch lieferbaren längeren Übersetzung für den vorwiegenden Einsatz auf dem flacheren Land etwas über 140 km/h. In dem für seine Klasse ungewöhnlich geräumigen Innenraum der selbsttragenden Ganzstahl-Karosserie fanden auf zwei Sitzbänken sechs Personen Platz. Der Luftwiderstandsbeiwert wurde mit 0,32 gemessen.
Nach umfangreicher Erprobung begann im Jahre 1948 die Serienfertigung des Tatraplan; Tatra wurde im gleichen Jahr nach dem Februarumsturz der Kommunisten verstaatlicht. Ungefähr gleichzeitig begann auch der Export sowie der Einsatz des Autos im Motorsport. Der Tatraplan fand einen recht guten Verkaufserfolg und gemessen an der eher schlechten wirtschaftlichen Situation der meisten Länder in der Zeit nach 1945 auch im Export zahlreiche Käufer. Interessanterweise gingen außer den Bestellungen aus anderen Staaten des Ostblocks inklusive der Sowjetunion sogar 168 aus Kanada und 200 aus der Volksrepublik China ein. Die meisten Autos, nämlich 435, wurden nach Österreich exportiert, nach Westdeutschland gingen 195 Fahrzeuge, in die Schweiz 153. Die insgesamt 184 Autos für Schweden wurden wegen des dort noch bis 1967 üblichen Linksverkehrs mit Rechtslenkung gebaut. Der Tatraplan wurde so wegen seines Erfolgs im Ausland zu einem der „Devisenbeschaffer“ der Regierung der Tschechoslowakei ab 1948, erwies sich aber auch im Inland als überraschend erfolgreich, zumal er im Gegensatz zum noch bis 1950 hergestellten größeren Tatra 87 mit V8-Motor bei ähnlichem Platzangebot um einiges billiger war.
Außer der Standardlimousine mit vier Türen und 6 Sitzplätzen entstanden in kleiner Stückzahl auch eine Version als Krankenwagen mit Kombi-ähnlichem Aufbau und ein Kleinlastwagen mit hinterer Ladefläche ab der B-Säule. Diese beiden Varianten hatten anders als die Limousine einen Frontmotor, der um 180 Grad um die Hochachse gedreht eingebaut war.
Als sportliche Versionen gab es z. B. den zweitürigen Tatra 601 Tatraplan Monte Carlo sowie den Tatra 602 Tatraplan Sport. Sie fuhren von 1948 bis 1953 – also noch ein Jahr nach Produktionsende – Rennerfolge ein. Einige Exemplare waren mit dem 2545 cm³ großen V8-Motor des späteren neuen Modells Tatra 603 ausgestattet, mit dem der Tatraplan Sport – ohne weitere Leistungssteigerung – über 170 km/h erreichen konnte.
Eine Besonderheit war das Tatra 601 Tatraplan Cabriolet, ein einzelnes offenes Fahrzeug auf Basis des zweitürigen Sportmodells Tatra 601, das 1951 mit leicht geänderter Front von der berühmten Karosseriefirma Sodomka gebaut und an den sowjetischen Staats- und Parteichef Josef Stalin verschenkt wurde.
Im selben Jahr 1951 entschied die staatliche Planungsabteilung der ČSR, die Produktion des Tatraplan zu AZNP (Škoda) nach Mladá Boleslav zu verlegen. Tatra sollte nach der Einstellung des letzten Pkw-Modells ganz auf die Lkw-Produktion umgestellt werden. Diese Entscheidung war bei den Belegschaften beider Firmen äußerst unpopulär, und da die Produktion bei Škoda eher schlecht als recht anlief, wurde entschieden, diese trotz des Erfolgs am Markt, den das Auto hatte (und noch hätte weiter haben können), nach nur einem Jahr in Mladá Boleslav 1952 endgültig einzustellen, was vor allem auf den Exportmärkten Bedauern hervorrief. Der Tatraplan war das letzte Mittelklasseauto von Tatra und fand nach dessen Produktionsende auch später keinen Nachfolger mehr. Insgesamt wurden 6342 Exemplare gebaut, davon 4242 in Kopřivnice bzw. 2100 in Mladá Boleslav.
Die bei Škoda gebauten Autos lassen sich leicht an der abgerundeten statt eher zugespitzten Unterseite der hinten liegenden Motorhaube sowie wenigen weiteren kleinen Details unterscheiden, sind aber ansonsten gleich. Insgesamt hatte Škoda Schwierigkeiten, den Qualitätsstandard von Tatra einzuhalten.
Im letzten Produktionsjahr 1952 entstanden drei Prototypen des Tatra 600 Diesel, auch bekannt als Tatraplan Diesel. Das Fahrzeug hatte das Fahrwerk und die Karosserie des Serienfahrzeugs mit Ottomotor, jedoch einen luftgekühlten 4-Zylinder-Diesel-Boxermotor mit ebenfalls 1952 cm³ Hubraum und einer Leistung von 42 PS (30,8 kW) bei 3300/min. Er beschleunigte die Wagen auf 100–110 km/h bei einem Verbrauch von 8 bis 9 ltr./100 km. Die Aufnahme der Serienproduktion war zwar geplant; wirtschaftliche Schwierigkeiten verhinderten dies.
Auch der Tatraplan gehört heute zu den beliebten Oldtimern und Liebhaberautos dieser Marke.

## Versionen

### Prototypen
- Tatra 600 „Ambrož“ (1946)
- Tatra 600 „Josef“ (1947)
- Tatra 600 Tatraplan Sport (1950), Automobilmuseum Aspang in Aspang-Markt in Niederösterreich
- Tatra 600 Diesel (1952)

### Serienversionen

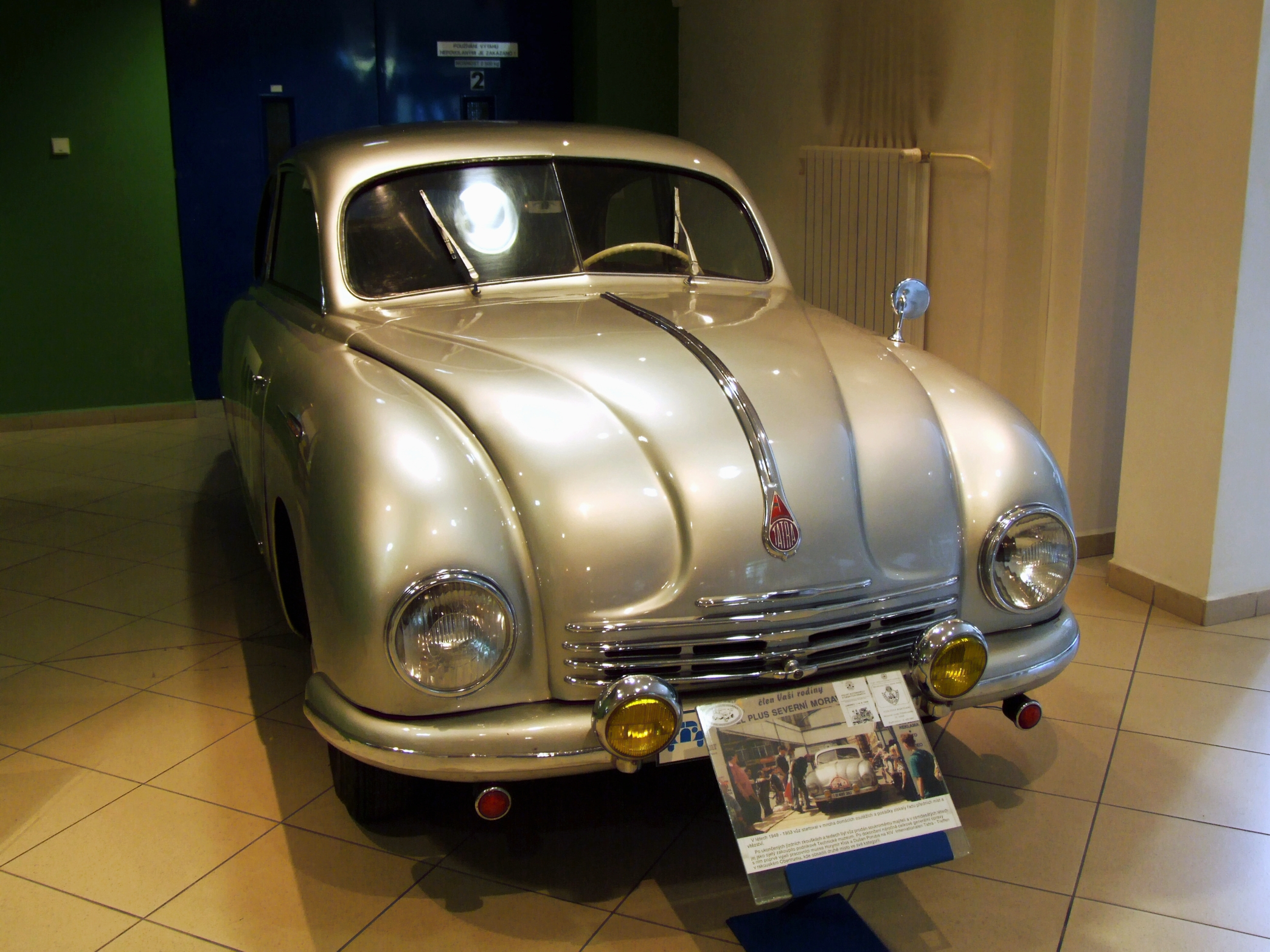
Tatra 601 Monte Carlo

- Tatra 600 Tatraplan

### Sonderversionen
- Tatra 600 Tatraplan Krankenwagen (mit Frontmotor)
- Tatra 600 Tatraplan Kleinlastwagen (mit Frontmotor)
- Tatra 601 Tatraplan Cabriolet (Einzelstück als Geschenk für Josef Stalin)

### Rennversionen
- Tatra 601 Tatraplan Monte Carlo (darunter Einzelexemplare mit dem V8-Motor aus dem späteren Typ 603)
- Tatra 602 Tatraplan Sport

## Exportländer
| Land           | Stückzahl |
| -------------- | --------- |
| Albanien       | 20        |
| Ägypten        | 45        |
| Belgien        | 167       |
| BR Deutschland | 195       |
| China (VR)     | 200       |
| DDR            | 46        |
| Jugoslawien    | 76        |
| Kanada         | 168       |
| Marokko        | 29        |
| Niederlande    | 60        |
| Österreich     | 435       |
| Polen          | 97        |
| Rumänien       | 17        |
| Ungarn         | 146       |
| Schweden       | 184 (a)   |
| Schweiz        | 153       |
| Sowjetunion    | 126       |
| Gesamt         | 2164      |

## Motorsport
Der Tatraplan wurde in leistungsgesteigerter Version bzw. als ebensolcher zweitüriger Tatraplan Monte Carlo bzw. Tatraplan Sport mit Rennwagenkarosserie ebenfalls mit beachtlichem Erfolg im Motorsport eingesetzt und nahm an diversen nationalen und internationalen Rennveranstaltungen teil:
| Jahr | Rennen                        | Land                    | Platzierung                                  |
| ---- | ----------------------------- | ----------------------- | -------------------------------------------- |
| 1948 | Jeseníky                      | ČSR                     | 1. Platz (Goldmedaille)                      |
| 1949 | Jeseníky                      | ČSR                     | 1./3./4. Platz                               |
| 1949 | Velká Jihočeská soutěž        | ČSR                     | 1. Platz in beiden Sektionen                 |
| 1949 | 1. Österreichische Alpenfahrt | Österreich              | Vierfachsieg (von 22 in 2000 cm³-Klasse)     |
| 1951 | Alpenfahrt                    | Österreich              | Alpenpokal und goldene Medaille              |
| 1951 | Larga-Larga Gilgil in Nairobi | Kenia                   | Klassensieg Gleichzeitig mit dem schnellsten |
| 1953 | Coronation Safari             | Kenia, Uganda, Tansania | 1. Platz in Klasse C                         |

## Technische Daten
- Länge: 4540 mm
- Breite: 1670 mm
- Höhe: 1520 mm
- Radstand: 2743 mm
- Spurweite vorne: 1300 mm
- Spurweite hinten: 1300 mm
- Bodenfreiheit: 225 mm
- Motor: Vierzylinder-Viertakt-Boxermotor mit OHV-Ventilsteuerung, luftgekühlt (1 axiales Kühlgebläse)
- Gemischaufbereitung: 2 Fallstrom-Vergaser Solex 32 UBIP
- Bohrung × Hub: 85 × 86 mm
- Hubraum: 1952 cm³
- Verdichtung: 6:1
- Leistung: 52 PS (38 kW) bei 4000/min
- Kupplung: Einscheiben-Trockenkupplung
- Getriebe: Viergang-Schaltgetriebe (4+R) mit Mittelschaltung, 2./3./4. Gang synchronisiert
- Antriebsart: Heckantrieb
- Vorderachse: Einzelradaufhängung an 2 übereinander liegenden Querblattfedern
- Hinterachse: Pendelachse, Drehstabfederung
- Bremsen: Hydraulische Vierrad-Trommelbremsen, Handbremse mechanisch auf Hinterräder wirkend
- Leergewicht: 1200 kg
- Höchstgeschwindigkeit: 130 km/h (Werksangabe), mit wahlweiser längerer Übersetzung 140 km/h
- Verbrauch: 11 Liter/100 km